# Ouapaci
Ouapaci, parfois orthographié Ouapacé, Wapasi ou Wapassi, est un village du département et la commune rurale de Pensa, situé dans la province du Sanmatenga et la région du Centre-Nord au Burkina Faso. Elle présente la particularité d'abriter l'une des dernières communautés parlant le silanka.

## Géographie

### Situation et environnement
Divisé en plusieurs centres d'habitations dispersés, Ouapaci est situé à 6 km au nord de Zinibéogo, à 28 km au nord-est du chef-lieu du département Pensa et à environ 80 km au nord-est de Barsalogho. Le village est sur la démarcation entre la région Centre-Nord et la région Sahel.

### Démographie
- En 2003 le village comptait 1 302 habitants estimés[4].
- En 2006 le village comptait 1 449 habitants recensés[1].

## Histoire
Le village présente la particularité d'abriter – avec les localités voisines de Zinibéogo et Bagkiemdé notamment – les dernières populations du pays de l'ethnie silanko parlant le silanka (une langue soninké), regroupant seulement six cents locuteurs en 2009.
Depuis 2015, le nord de la région Centre-Nord est soumis à des attaques djihadistes terroristes récurrentes entrainant des conflits entre les communautés Peulh et Mossi, une grande insécurité dans les villages du département et des déplacements internes de populations vers les camps du sud de la province à Barsalogho et Kaya,.
En avril 2019 à la suite du massacre de Yirgou survenu quelques mois plus tôt dans le nord du département voisin de Barsalogho, une partie de la population de Ouapaci (ainsi que celle de Mognaba, Zinibéogo et de Raogo) fuit la zone d'insécurité et trouve refuge dans des camps de déplacés internes à Pensa.

## Économie
L'économie du village repose essentiellement sur l'agro-pastoralisme.

## Éducation et santé
Le centre de soins le plus proche de Ouapaci est le centre de santé et de promotion sociale (CSPS) de Zinibéogo tandis que le centre médical avec antenne chirurgicale (CMA) se trouve à Barsalogho et que le centre hospitalier régional (CHR) est à Kaya.
Ouapaci possède une école primaire publique.